# اولین شب با دوک
اولین شب با دوک (انگلیسی: The First Night With the Duke؛‏ کره‌ای: 남주의 첫날밤을 가져버렸다) یک مجموعه تلویزیونی محصول کره جنوبی با بازی سوهیون، اوک تک یون، کوان هان سول، سو بوم جون و جی هه وون است. این مجموعه داستان روح یک دانشجوی معمولی را روایت می‌کند که بدن یک شخصیت فرعی در یک رمان عاشقانه را تصرف می‌کند. این مجموعه در سال ۲۰۲۵ از کی‌بی‌اس۲ پخش شد.

## خلاصه داستان
اولین شب با دوک داستان یک دانشجوی معمولی را روایت می‌کند که به‌طور غیرمنتظره‌ای خود را در یک رمان عاشقانه می‌یابد و شب را با قهرمان مرد سپری می‌کند.

## بازیگران
- سوهیون در نقش چا سون چِک[۱]
- اوک تک یون در نقش گیونگ‌سون گون[۱]
- کوان هان سول در نقش جو اون ئه[۱]
- سو بوم جون در نقش جانگ سو گیوم[۱]
- جی هه وون در نقش دو هوا سون[۱]